# Ornithodoros cholodkovskyi
Ornithodoros cholodkovskyi är en fästingart som beskrevs av Pavlovsky 1930. Ornithodoros cholodkovskyi ingår i släktet Ornithodoros och familjen mjuka fästingar. Inga underarter finns listade i Catalogue of Life.